# Ageratina palmeri
Ageratina palmeri là một loài thực vật có hoa trong họ Cúc. Loài này được (A.Gray) Gage ex B.L.Turner mô tả khoa học đầu tiên năm 1997.